# Hanne Bjurstrøm
Hanne Inger Bjurstrøm (née le 20 septembre 1960 à Oslo) est une fonctionnaire norvégienne, ancienne avocate et femme politique (Ap) qui est médiatrice pour l'égalité et contre les discriminations depuis 2016. Elle a été ministre du Travail de 2009 à 2012 dans le second gouvernement Stoltenberg.
Elle a été avocate du groupe Aker RGI et juge/vice présidente du Tribunal du Travail.  Elle a  travaillé au  Conseil de l'Europe puis au Ministère de la Justice et à celui de l'Environnement. Elle est arrivée au ministère du Travail en tant que conseillère spéciale au ministère de l'Environnement et négociatrice en chef de la Norvège dans les négociations internationales sur le climat. Depuis 2013, elle est associée au sein du cabinet d'avocats Arntzen de Besche AS à Oslo. Chef adjoint du Fonds pour la coopération dano-norvégienne à partir de 2017.
Bjurstrøm a été nommé ministre le 20 octobre 2009. Elle a d'abord assisté le Ministre de l'Environnement Erik Solheim dans les négociations internationales sur le climat, avant de prendre ses fonctions de Ministre du Travail le 21 décembre 2009,  après la conférence de Copenhague de 2009 sur le climat, où elle a dirigé la délégation norvégienne.

## Médiatrice pour l'égalité et contre les discriminations
Elle a été nommée le 22 octobre 2015 comme médiatrice pour l'égalité et contre les discriminations, et a pris ses fonctions le 18 janvier 2016.